# 格林萊克鎮區 (密歇根州)
格林萊克鎮區（英語：Green Lake Township）是位於美國密歇根州大特拉弗斯縣的一個行政鎮區。

## 地方資料
格林萊克鎮區的面積為94.10平方千米，當中陸地面積為76.10平方千米，而水域面積為18.00平方千米。根據2020年美國人口普查的數據，當地共有人口6703人，而人口密度為每平方千米71.23人。